# Frauenbund (Indianer)
Der Frauenbund ist ein Medizinbund der Irokesen-Indianer.
Die Zeremonie des Frauenbundes dient zur Erhaltung des Glücks und der Gesundheit der Frauen. Die Sänger sind ausschließlich Männer. Während sie singen, tanzen die Frauen. Es werden Hornrasseln und Wassertrommeln verwendet.